# Tutaj jestem
Tutaj jestem – czwarty studyjny, a piąty w ogóle album polskiego wykonawcy poezji śpiewanej Grzegorza Turnaua, wydany w 1997 przez Pomaton EMI. Nagrania przeprowadzono między listopadem 1996 i lutym 1997 w Studio Grelcom w Krakowie. Na płycie znajduje się czternaście utworów.
Autorem muzyki do trzynastu spośród czternastu piosenek jest Grzegorz Turnau; utwór "Piosenka dla ptaka" skomponował Jan Kanty Pawluśkiewicz. W przeciwieństwie do poprzednich studyjnych albumów Turnaua, na płycie "Tutaj jestem" nie znalazła się ani jedna piosenka do własnego tekstu artysty. Najwięcej, bo cztery zostały napisane do wierszy Jana Brzechwy. Do dwóch piosenek: "Tutaj jestem" oraz "Niebezpieczne związki" zostały zrealizowane teledyski w reżyserii Michała Zabłockiego.
Piosenkę "Niebezpieczne związki" Turnau śpiewa w duecie z Justyną Steczkowską (pojawia się ona również gościnnie w chórkach w utworze "Piosenka dla ptaka"), zaś piosenkę "Kto chce, bym go kochała" wykonuje wraz z Beatą Rybotycką (występuje ona również w tytułowej piosence "Tutaj jestem").
W 1997 album uzyskał certyfikat złotej płyty.

## Lista utworów
| 1.  | "Tutaj jestem"                                                    | 3:49  |
|     | - Michał Zabłocki - słowa                                         |       |
| 2.  | "Niebezpieczne związki"                                           | 2:44  |
|     | - Michał Zabłocki - słowa - duet z Justyną Steczkowską            |       |
| 3.  | "Wzdłuż ulic"                                                     | 2:41  |
|     | - Jan Brzechwa - słowa                                            |       |
| 4.  | "24 smutki"                                                       | 2:59  |
|     | - Jan Brzechwa - słowa                                            |       |
| 5.  | "Płacz po Izoldzie"                                               | 3:58  |
|     | - Konstanty Ildefons Gałczyński - słowa                           |       |
| 6.  | "Murarz"                                                          | 4:35  |
|     | - Michał Zabłocki - słowa                                         |       |
| 7.  | "Piosenka dla ptaka"                                              | 3:27  |
|     | - Jan Kanty Pawluśkiewicz - muzyka - Jan Petryszyn - słowa        |       |
| 8.  | "Więc można kochać"                                               | 3:12  |
|     | - Leopold Staff - słowa                                           |       |
| 9.  | "Szli tędy ludzie"                                                | 3:41  |
|     | - Bolesław Leśmian - słowa                                        |       |
| 10. | "Niebo i ziemia"                                                  | 0:58  |
|     | - Jan Brzechwa - słowa                                            |       |
| 11. | "Takiej drugiej nocy"                                             | 2:22  |
|     | - Jarosław Iwaszkiewicz - słowa                                   |       |
| 12. | "Kto chce, bym go kochała"                                        | 3:39  |
|     | - Maria Pawlikowska-Jasnorzewska - słowa - duet z Beatą Rybotycką |       |
| 13. | "Słowicza"                                                        | 2:29  |
|     | - Jan Brzechwa - słowa                                            |       |
| 14. | "Ostatnie słowa"                                                  | 3:28  |
|     | - Ewa Lipska - słowa                                              |       |
|     |                                                                   | 44:02 |
|     |                                                                   |       |

## Wykonawcy
- Grzegorz Turnau - śpiew, fortepian, instrumenty klawiszowe (1, 2, 3, 5, 7, 9, 10, 11, 14), dzwonki (7, 13)
- Justyna Steczkowska - śpiew (2), chórki (7)
- Maryna Barfuss - flet (6, 11, 12, 13)
- Sławomir Berny - perkusja (1, 2, 5, 6, 7, 8, 9, 11, 12, 14), instrumenty perkusyjne (1, 4, 5, 6, 11, 12)
- Zdzisław Bogacz - fagot (6, 11, 13)
- Edyta Brylińska - altówka (4, 6, 7, 8, 11, 12)
- D. Dębicka - II skrzypce (6, 11, 12)
- J. Dumanowska - altówka (6, 11, 12)
- Tomasz Góra - II skrzypce (6, 11, 12)
- Halina Jarczyk - I skrzypce (4, 6, 7, 8, 11, 12, 13)
- Jacek Królik - gitara elektryczna (2, 6, 7, 9), gitara (4, 5, 8, 11, 12, 14)
- Robert Kubiszyn - gitara basowa (2, 9)
- Józef Michalik - kontrabas (4, 5, 6, 8, 11, 12)
- Adam Moszumański - gitara basowa (1, 6, 7, 11, 12, 14), wiolonczela (6, 11, 12)
- Wiesław Murzański - wiolonczela (4, 6, 7, 8, 11, 12)
- Mariusz Pędziałek - obój (1, 6, 11, 12, 13), rożek angielski (6, 8, 11, 12, 13)
- Mirosław Płoski - waltornia (11, 12)
- Michał Półtorak - I skrzypce (1, 4, 6, 7, 8, 11, 12, 13)
- Agata Półtorak - II skrzypce (4, 6, 7, 8, 11, 12, 13)
- Beata Rybotycka - śpiew (1, 12)
- J. Stępień - II skrzypce (6, 11, 12)
- Leszek Szczerba - saksofon (2, 5, 8, 14), klarnet (6, 11, 13)
- Jerzy Wysocki - gitara akustyczna (1, 6, 7, 11, 12)

Realizacja nagrań: Dariusz Grela; kierownik produkcji: Piotr Ferster. Projekt graficzny okładki płyty wykonał Krzyś Koszewski.